# (2940) Bacon
(2940) Bacon es un asteroide perteneciente al cinturón de asteroides, descubierto el 24 de septiembre de 1960 por Cornelis Johannes van Houten en conjunto a su esposa también astrónoma Ingrid van Houten-Groeneveld y el astrónomo Tom Gehrels desde el Observatorio del Monte Palomar, Estados Unidos.

## Designación y nombre
Designado provisionalmente como 3042 P-L. Fue nombrado Bacon en honor al filósofo inglés Francis Bacon.